# Trédrez
Trédrez (bret. Tredraezh-Lokemo) – miejscowość i gmina we Francji, w regionie Bretania, w departamencie Côtes-d’Armor.
Według danych na rok 1990 gminę zamieszkiwało 1155 osób, a gęstość zaludnienia wynosiła 108 osób/km² (wśród 1269 gmin Bretanii Trédrez plasuje się na 520. miejscu pod względem liczby ludności, natomiast pod względem powierzchni na miejscu 815.).